# 宮下伸
宮下 伸（みやした しん、1941年11月5日 - ）は、箏・三十絃演奏家、作曲家。東京生まれ。
5歳より、父である山田流箏曲演奏家・作曲家の初世宮下秀冽より箏曲のてほどきを受ける。1964年に東京芸術大学卒業。在学中、安宅賞受賞。NHK邦楽育成会第9期首席修了。NHK「全国今年のホープ」に選ばれる。現在、財団法人日印協会理事。中央教育審議会専門委員。元創造学園大学副学長。元堀越学園理事。宮下伸箏曲研究所主宰。

## 主な経歴
1964年に東京藝術大学を卒業（在学中、安宅賞受賞）。卒業後、NHK邦楽育成会第9期を首席にて終える。
以降の経歴は以下の通り。
- 1968年：第1回芸術選奨新人賞受賞
- 1973年：「宮下伸 箏・三十弦リサイタル」の演奏、作曲により文化庁芸術祭大賞を受賞
- 1975年：この年以来、各国招待、外務省派遣の文化特使としてウィーンをはじめ世界各国で公演
- 1976年：文化庁の依頼により日本各地を縦断演奏
- 1977年：ヴィーツラフ・フデチェック〈ヴァイオリン〉と共演、ビクターにてレコーディング
- 1978年：ラヴィ・シャンカル〈シタール〉と共演、ポリドール・インターナショナルにてレコーディング
- 1979年：ジェームズ・ゴールウェイ〈フルート〉と共演、イギリスRCAレコードにてレコーディング
- 1981年：NHK委嘱「響の宴」の作曲により文化庁芸術祭賞を受賞
- 1985年：日中友好箏曲団団長として上海・杭州にて公演
- 1986年：国際交流基金の依頼によりオーストラリア各都市で公演
- 1987年：インド政府の招待を受け・インド各地で演奏
- 1988年：外務省の派遣により韓国・フィリピン・シンガポール・マレーシア公演
- 1990年：台湾政府の招待により「アジア箏・名手による競演」にて演奏。外務省の派遣により東欧・北欧・レニングラード・モスクワ公演
- 1991年：香港政庁の招待により「アジア箏・ソリストによる競演」にて演奏
- 1992年：日中国交正常化20周年の招待を受け北京市にて三十弦を独奏。日印国交樹立40周年の文化特使としてインド各都市で演奏
- 1995年：NHK開局70周年記念コンサートに自作「海流にのって」が選ばれる。文化庁芸術祭50回記念に文化庁に作品を委嘱される
- 1996年：芸道40周年記念「宮下伸箏曲演奏会」開催。音楽の友社の主催により「箏とピアノのための“水琴抄”」出版記念リサイタル
- 1997年：演奏・作曲・教育の功績により、松尾芸能賞優秀賞受賞
- 2000年：高崎市制100周年委嘱、自作「箏とオーケストラのための祝楽“煌”」を記念演奏。外務省派遣の文化特使としてメキシコ・グァテマラ・コスタリカ・パナマで公演
- 2001年：芸道45周年記念「宮下伸 箏・三十弦 作品コンサート」開催。第16回国民文化祭の依頼で自作「箏とピアノのための“水琴抄”」を演奏
- 2002年：NHK教育テレビ「いろはに邦楽」出演
- 2003年：文部科学省主催の伝統芸術鑑賞会（国立劇場）で「乱輪舌」（古曲）、「三つの断章」（中能島欣一作曲）独奏、NHK-FM「邦楽ジョッキー」ゲスト出演
- 2004年：DVD「箏の物語」（小島美子監修、邦楽ジャーナル）に出演。国立劇場おきなわ主催公演（こけら落とし）にて自作「綾」が選ばれ、演奏する。日比谷イイノホールでのNHK公開録音にて「三十絃独奏のための響 2004」演奏
- 2005年：国立劇場委嘱作品シリーズ「宮下伸/響流 遠却より」（春秋社）発売。創造学園大学副学長就任。中央教育審議会専門委員（初等中等教育分科会）就任。NHK邦楽技能者育成会50周年記念『日本音楽の祭典』（NHKホール）にて「三つの断章」（中能島欣一作曲）を演奏、NHK教育テレビで放映される。

## 代表委嘱作品

### 文化庁委嘱
- 三十絃と打楽器のための（ひびき）（1978年）
- 朗唱による箏独奏曲（海のまほろば）（1979年）
- 三十絃・尺八・歌による（南島）（1995年）

### NHK委嘱
- 二面の三十絃と打楽器のための“ひびき”（1972年）
- 箏組歌六白嬉遊曲（1978年）
- 回帰（1978年）
- 八千代獅子変奏曲（1981年）
- 響の宴（1981年）

### 国立劇場委嘱
- 響流（1981年）
- 日本舞踊協会委嘱 祀の中で（1979年）
- 日本三曲協会委嘱 海流にのって（1993年）

### 高崎芸術短期大学（創造学園大学）委嘱
- 箏とピアノのための“水琴抄”（1993年）
- 箏と尺八のための“黄山霧海”（1997年）

### 高崎市制100周年委員会委嘱
- 箏とオーケストラのための祝楽“煌”（2000年）

## 著書
- 楽しくひける箏教則本（邦楽社）